# NGC 7584
NGC 7584 este o galaxie situată în constelația Pegas. A fost descoperită în 5 octombrie 1864 de către Albert Marth.